# Mezinárodní rok světla

Logo Mezinárodního roku světla

Mezinárodní rok světla celým názvem Mezinárodní rok světla a technologií založených na světle 2015  (anglicky The International Year of Light and Light-based Technologies, 2015) je výstava Organizace spojených národů, která si klade za cíl zvýšit povědomí o dosažených výsledcích ve vědě s pomocí světla a jeho význam pro lidstvo v jejich každodenním životě i při budoucím rozvoji společnosti. Akce byla slavnostně zahájena ve dnech 19. a 20. ledna 2015 na zahajovací ceremonii v sídle UNESCO v Paříži. Po celosvětové iniciativě vědeckých a vzdělávacích institucí vyhlásila Organizace spojených národů rok 2015 Mezinárodním rokem světla.
Světlo bylo klíčové pro vznik života na Zemi a je nezbytné i pro jeho další udržení. Klíčovou roli, ale hraje také v technologiích budoucnosti. Fotosyntéza, která historicky poprvé probíhala v řasách a sinicích je jedním ze stavebních kamenů života na Zemi. Světlo hraje zásadní roli nejen při vzniku života, ale také při zlepšování jeho kvality nebo přímo při jeho zachraňování. Vývoj fotonických technologiích poskytuje neustále kvalitnější přístroje pro lékaře, nové objevy v optometrii denně zlepšují život pacientů postižených očními vadami, a technologie postavené na světelném záření často přispívají dílem k diagnostice nemocí. Mezi potenciální využití světelných technologií v budoucnu patří natolik sobě vzdálené oblasti jako zdokonalená diagnóza rakoviny, rychlejší internet, zdroje čisté energie nebo výzkum černých děr. I přesto však iniciativa neztrácí ze zřetele rizika světelného znečištění – nalezení společného postupu k jeho eliminaci je také jedním z hlavních kritických témat nadcházejícího světelného roku.

## Historie
V roce 2015 uplyne 1000 let od vydání vědeckého pojednání o optice arabského učence Abu Ali Hasana Ibn al-Haiythama (965–1040), které se nazývá Kitab-al-Manazir. Do dnešních dnů se dochovalo díky svému latinskému překladu De Aspectibus a bylo jedním z asi dvou stovek odborných knih, které Ibn al-Haiytham sepsal. Toto dílo poprvé popisuje světlo odrážející se od předmětů do lidského oka či měnící se barvy zapadajícího Slunce a důvody tohoto jevu. Byl také prvním, kdo používal cameru obscuruči experimentoval s lomem světla v zakřivených nádobách naplněných vodou. Rozuměl principu lomu, který byl přitom matematicky popsán až o několik století později Willebrordem Snelliem a Descartem. Věnoval se i kulovým a parabolických zrcadlům a identifikoval kulovou (otvorovou) vadu. Přispěl také k rozvoji analytické geometrie a pochopení dynamiky těles - zákona setrvačnosti. Jeho dílo je základem pro navazující práce o optice středověkých badatelů a rovněž ovlivnilo Leonarda da Vinci a Johana Keplera. Alhazenův vliv byl zásadní a je považován za jednoho ze zakladatelů vědecké metody pozorování a porovnávání výsledků experimentů s teorií.
S velkým odstupem následovaly známé práce Augustina Fresnela z roku 1815 v oblasti difrakce světla a univerzální popis elektromagnetických vln od Jamese Clerka Maxwella z roku 1865. Rok 2015 je také stým výročím obecné teorie relativity Alberta Einsteina, jenž přinesla daleko komplexnější porozumění problematice prostoru a času. Vykládá gravitaci jako geometrický fenomén zakřiveného časoprostoru a vysvětluje gravitační zakřivení trajektorie světla známé jako gravitační čočka. Charles Kuen Kao, laureát Nobelovy ceny za fyziku z roku 2009, je dalším z vědců, který posunul možnosti optiky. Rok 2015 bude 50. výročím jeho vynálezu optických vláken, díky nimž dnes mimo jiné funguje vysokorychlostní internet.
Tento výčet vynálezů a objevů hodných oslav doplňuje také nejnovější Nobelova cenu za fyziku pro rok 2014, kterou převzali tři Japonští vědci: Isamu Akasaki, Hiroši Amano a Šuji Nakamura. Oceněni byli za vynález světelných diod vydávajících modré světlo, který umožnil posléze vývoj úsporného a účinného zdroje bílého světla. Modré „ledky“ umožňují nahradit staré zdroje světla účinnější, levnější, šetrnější alternativou s delší dobou životnosti a menšími vlivy na životní prostředí. Bílé LED lampy (z anglického Light-Emitting Diode) dnes osvětlují domácnosti, ulice, náměstí, památkové objekty i dálnice po celém světě a na osvětlení značně ušetřily.